# Foxit Reader
Foxit Reader är ett datorprogram för visning och utskrift av pdf-dokument, från Foxit Software. Programmet är gratis och kompakt (2.13 MB installationsprogram).
Foxit Reader fungerar under Windows 95 och senare, vilket innebär att användare av Windows 95 får tillgång till pdf-dokument med version 1.6. Detta gör inte Adobe Acrobat Reader 5.x, som är den senaste versionen av Adobes program för Windows 95. Dock nämns ej Windows 95 bland stödda operativsystem för Foxit Reader 2.2. Version 2.2 har stöd för pdf 1.7. 
Från och med version 2.0 har programmet stöd för Javascript. 